# Beschreibungsebenen
Sprachliche Äußerungen können auf verschiedenen Beschreibungsebenen („niveaux d’analyse“ nach Émile Benveniste) analysiert werden. Voraussetzung dafür ist die „doppelte Gliederung“, die für die natürlichen menschlichen Sprachen charakteristisch ist, also der Umstand, dass elementare sprachliche Einheiten (Laute) zur Bildung höherstufiger sprachlicher Formen (Worte) verwendet werden, deren Anordnungen ihrerseits Einheiten höherer Ordnung (Sätze) ergeben.
Die doppelte Gliederung erlaubt es, mit einem minimalen Inventar elementarer Einheiten auszukommen und darauf aufbauend eine potenziell unbegrenzte Vielfalt von bedeutungshaltigen Ausdrücken hervorzubringen. Dies unterscheidet die natürlichen Sprachen von jedem anderen natürlichen Kommunikationssystem (Tiersprachen).

## Trennung der Ebenen
Ansätze für die Ordnung der Beschreibungsebenen stammen aus der traditionellen Grammatik und der Sprachwissenschaft des 19. Jahrhunderts, deren Grammatiken typischerweise mit dem Laut einsetzen, dann die Formenlehre von Nomen und Verb und schließlich die Wortbildung behandeln. Seit dem linguistischen Strukturalismus hat sich folgende hierarchische Ordnung etabliert:
- lautliche Ebene: Zerlegung in kleinste bedeutungsunterscheidende Einheiten (Phoneme)
- Wortebene: Zerlegung in kleinste bedeutungstragenden Einheiten (Morpheme)
- Satzebene: Analyse der syntaktischen Struktur (Sätze)
- Bedeutungsebene: Analyse der semantischen Form

Im Strukturalismus wurden vor allem die ersten beiden oder auch die ersten drei Ebenen untersucht, wobei man sich um standardisierte Analyseverfahren bemühte, die teils rein formal sein und ohne Berücksichtigung der Bedeutung auskommen sollten (amerikanischer Strukturalismus: Leonard Bloomfield, Zellig S. Harris), teils von funktionalen und damit semantischen Kriterien geleitet waren (französischer und Kopenhagener Strukturalismus: André Martinet, Louis Hjelmslev).
Für die semantische Ebene werden auch die Mittel der Prädikatenlogik herangezogen (im Anschluss an Richard Montague). Daneben wurde insbesondere in den 1960er-Jahren eine Wortsemantik entwickelt, die sich streng an phonologischen Analysen orientierte (Jerry Fodor); diese Form der Merkmalssemantik gilt heute als völlig gescheitert.

## Hierarchie
Hierarchisch ist die Folge der Beschreibungsebenen, weil ein höheres Niveau das niedrigere voraussetzt. Weiter gehende Annahmen besagten, dass die Niveaus untereinander in einer Beziehung der Isomorphie stünden (so Jerzy Kuryłowicz, der den Begriff aus der Mathematik übernahm), das heißt, dass für alle Ebenen gleichartige formale Verhältnisse und analoge Analyseverfahren angesetzt werden können und müssen, wobei binäre Schemata bevorzugt wurden (Roman Jakobson).
Diese Annahme hat sich indessen nicht bewährt, insbesondere nicht im Fall von Syntax und Semantik, deren Verhältnis neben- oder nacheinander ohnehin unklar blieb. Benveniste trennte daher in seiner Theorie zwischen den Bereichen von Sprachsystem (dem die Elemente aller Ebenen unterhalb des Satzes angehören) und Diskurs (dem die Sätze – „énonciations“ in Benvenistes späterer Theorie – angehören), wobei sich die Analysemethoden für beide grundlegend unterscheiden.
Die Hierarchie der Beschreibungsniveaus hat sich in modifizierter Form auch in der Generativen Grammatik von Noam Chomsky erhalten, wo sie in anderer Anordnung als Folge von Syntaktischer Form, Logischer Form, Semantischer Form und Phonetischer Form wiederkehrt.